# Condado de Tuolumne
O condado de Tuolumne (em inglês:  Tuolumne County) é um dos 58 condados do estado americano da Califórnia. Foi incorporado em 1850. A sede e única cidade do condado é Sonora.

## Geografia
De acordo com o United States Census Bureau, o condado possui uma área de 5 891 km², dos quais 5 752 km² estão cobertos por terra e 139 km² por água.

## Demografia
Segundo o censo nacional de 2010, o condado possui uma população de 55 365 habitantes e uma densidade populacional de 9,5 hab/km². Possui 31 244 residências, que resulta em uma densidade de 5 residências/km².